# Chaenusa bergi
Chaenusa bergi är en stekelart som först beskrevs av Riegel 1950.  Chaenusa bergi ingår i släktet Chaenusa och familjen bracksteklar. Inga underarter finns listade i Catalogue of Life.